# 大陆马克II
大陆马克II（Continental Mark II）是福特大陆汽车部门生产一款豪华双门轎跑車，它是大陆汽车的第一个（也是唯一一个）产品线，是当时福特汽车公司的全球旗舰车型，前身为第一代林肯大陆。它生产了1956和1957年两款，之后停产，直到1969年福特才开发出林肯大陆马克III。
它靠手工组装，是当时美国国产最昂贵的汽车，竞争者是劳斯莱斯银云和宾利大陆。